# Dawid Carlos Marañón
Dawid Carlos Marañón SchP hiszp. Davíd Carlos Marañón (ur. 29 grudnia 1907 w Asarta – gmina Mendaza w prowincji Nawarra, zm. 28 lipca 1936 pod Purroy de la Solana) – hiszpański brat zakonny z Zakonu Kleryków Regularnych Ubogich Matki Bożej Szkół Pobożnych, ofiara prześladowań Kościoła katolickiego w czasach hiszpańskiej wojny domowej, zamordowany z nienawiści do wiary łac. odium fidei.

## Życiorys
Pochodził z dobrze sytuowanej, wielodzietnej, religijnej rodziny Carlosa Domingo i Gregori, mieszkających w obrębie Archidiecezji Pampeluny. Po zakończeniu służby wojskowej 9 kwietnia 1931 roku wstąpił do nowicjatu pasjonistów w Peralta de la Sal i tam 4 czerwca otrzymał habit. Pierwsze śluby zakonne złożył 12 czerwca 1932 roku i odtąd służył jako kucharz i ogrodnik. Przyjął imię zakonne Dawid od Przenajświętszego Sakramentu. W tym czasie mistrzem nowicjuszy był Faustyn Oteiza Segura. Uroczystą profesję zakonną złożył 12 lipca 1935 roku. Cnotą pokory i pobożnością ujmował współbraci.

23 lipca 1936 roku do miasta wkroczyli komunistyczni bojówkarze z Binéfar próbując zająć szkołę pijarów, a następnie spalili kościół i zniszczyli posąg św. Józefa Kalastego. Zatrzymali i uwięzili Dawida Carlosa Marañón. Ponieważ nie był duchownym, zaproponowano mu ocalenie za zdjęcie habitu co miało oznaczać symboliczne zerwanie z religią. Ze świadomością konsekwencji odmówił i 28 lipca został rozstrzelany wraz z towarzyszącym mu ojcem Emanuelem Segurą Lópezem. Jego ostatnie słowa brzmiały:
„Jakże musimy dziękować Bogu za to, że jesteśmy zakonnikami”.
 Zginął mimo tego że nie był zaangażowany w konflikt i nie prowadził działalności politycznej. Nieliczne relikwie przechowywane są w domu zgromadzenia pijarów w Peralta de la Sal, gdyż ciała męczenników polano benzyną i na miejscu spalono.

## Znaczenie
Zginął, mimo tego że nie był zaangażowany w konflikt i nie prowadził działalności politycznej.
1 października 1995 roku na rzymskim Placu Świętego Piotra papież Jan Paweł II dokonał beatyfikacji czterdziestu pięciu ofiar prześladowań antykatolickich wśród których był Dawid Carlos Marañón w grupie trzynastu pijarskich męczenników.
W Kościele katolickim dniem wspomnienia liturgicznego każdego z otoczonych kultem jest dies natalis (28 lipca), zaś grupa błogosławionych zakonników wspominana jest 22 września.